# تريفور توماس
تريفور توماس (بالإنجليزية: Trevor Thomas)‏ هو مؤرخ بريطاني، ولد في 1934.